# Okres Brezno
Brezno is een district (Slowaaks: Okres) in de Slowaakse regio Banská Bystrica. De hoofdstad is Brezno. Het district bestaat uit 1 stad (Slowaaks: Mesto) en 29 gemeenten (Slowaaks: Obec).

## Steden
- Brezno

## Lijst van gemeenten
| - Bacúch - Beňuš - Braväcovo - Bystrá - Čierny Balog - Dolná Lehota - Drábsko - Heľpa - Horná Lehota - Hronec | - Jarabá - Jasenie - Lom nad Rimavicou - Michalová - Mýto pod Ďumbierom - Nemecká - Osrblie - Podbrezová - Pohorelá - Pohronská Polhora | - Polomka - Predajná - Ráztoka - Sihla - Šumiac - Telgárt - Valaská - Vaľkovňa - Závadka nad Hronom |

Banská Bystrica · Banská Štiavnica · Brezno · Detva · Krupina · Lučenec · Poltár · Revúca · Rimavská Sobota · Veľký Krtíš · Žarnovica · Žiar nad Hronom · Zvolen